# Away with the swine (This Beautiful Mess)
Away with the swine is een album van de Nederlandse indierockband This Beautiful Mess. Het album verscheen op 18 augustus 2006. Het bevat 7 nummers die waren blijven liggen na de opnamesessies van het vorige album Temper The Wind To The Shorn Lamb, maar niet op dat album terecht zijn gekomen. Van de cd zijn slechts 1000 exemplaren geperst en het is alleen te verkrijgen via internet en bij optredens.

## Lijst van nummers

### Oorspronkelijke uitgave
1. "Swimmers" (04:03)
2. "All the time in the world" (04:03)
3. "Where angels fear to tread" (03:16)
4. "Song of grace"(06:54)
5. "Stay (right beside)" (04:16)
6. "Rest assured" (03:14)
7. "Great expectations" (04:50)

In juli 2007 werd een Japanse editie van dit album uitgebracht. Hierop staan 4 bonusnummers.

### Japanse uitgave
1. "Joop two." (4:04)
2. "Swimmers." (4:01)
3. "All the time in the world." (4:03)
4. "Where angels fear to tread." (3:15)
5. "Song of grace." (6:53)
6. "The lido" (5:46)
7. "How great thou art." (4:17)
8. "Take my life and let it be." (4:13)
9. "Rest assured." (3:13)
10. "Stay. (right beside)" (4:18)
11. "Great expectations." (4:50)